# Яблоновый Овраг
Яблоновый Овраг — село в Волжском районе Самарской области, относится к Подъём-Михайловскому сельскому поселению.

## География
Расположено к 46 км к югу от Самары на реке Чапаевка у впадения в неё левого притока Вязовки, высота над уровнем моря 71 м. Ближайший населённый пункт — село Подъём-Михайловка в 6 км на восток (по шоссе — около 13 км).

## Палеонтология
Возле села расположено Яблоново-Врагское местонахождение окаменелостей раннего триасового периода. В нижнеиндском подъярусе обнаружен образец темноспондильной амфибии Tupilakosaurus.

## Население
| 2010 |
| ---- |
| 1091 |

## Социальная инфраструктура
В селе действует средняя школа с детским садом, клуб, почтовое отделение, пункт выдачи заказов, магазины и 19 различных предприятий.  Яблоновый Овраг связан с Самарой асфальтированной автомобильной дорогой. Постоянное автобусное сообщение отсутствует с конца 2000х годов, ЖД отсутствует, работают сервисы заказа такси из Самары.

## Достопримечательности
Во время локдауна 2021 года стал пользоваться популярностью для фотографий подвесной мост через р. Чапаевка и карьер горелых сланцев близ села. Рекомендациями и фотографии появились во многих блогах и социальных сетях.
Более того, на некоторых сайтах даже появились предложения автобусных туров что для малоизвестного села было в новинку.
В результате половодья 1988, 2011 и 2024 гг. подвесной мост разрушался.